# Theodor Franz Xaver Hunkler
Theodor Franz Xaver Hunkler (* 3. Dezember 1794 in Colmar, Elsass; † April 1853 in Wasselnheim) war ein deutscher katholischer Theologe, Schulmann, elsässischer Regionalhistoriker und Biograph.

## Leben
Hunkler bereitete sich am Kollegium in Colmar auf das Hochschulstudium vor und trat anschließend in das damals unter der Leitung des Generalvikars Theobald Lienhart stehende erzbischöfliche Seminar in Straßburg ein, um katholische Theologie zu studieren. Nach Beendigung des Studiums und Empfang der Priesterweihe wurde er zum Vikar in Belfort ernannt und bald darauf zum Vorsteher des dortigen Kollegiums. Letztere Stellung vertauschte er später mit derjenigen eines Almoseniers am königlichen Kollegium in Straßburg. Er ging später nach Paris, wo er zunächst Kaplan an einer katholischen Frauengenossenchaft war, bevor ihn  Erzbischof de Quélen zum Ehrendomherrn seiner Metropolitankirche zu Paris ernannte. Anschließend war er in Wien als Religionslehrer an einem Stift für adlige Fräulein tätig. 1837 ist er als Direktor und Beichtvater an der Salesianerkirche zu Wien verzeichnet. Nachdem er sich  mehrere Jahre  in Wien aufgehalten hatte, kehrte er über München, wo er König Ludwig seine Aufwartung machte und mit Joseph von Görres bekannt wurde, ins Elsass zurück. 1838 trat er dort das Amt des Vorstehers des Kollegiums von Schlettstadt an, das er vier Jahre lang innehatte. Nach einer Zeit ohne Anstellung war er bis zu seinem Lebensende Kantonspfarrer von Wasselnheim.

## Werke (Auswahl)
- Histoire des Israélites, depuis les temps anciens jusqu’à nos jours, Paris 1832 (Google Books).
- Le triomphe  du christanisme sur la barbarie, ou la défaite d’Attila dans les gaules
  - Band 1
  - Band 2, Paris 1835 (Google Books).
- Histoire des Saints d’Alsace, 1838.
- Leben der Heiligen des Elsasses, Z. Käppekin, Colmar 1839 (Google Books).
- Geschichte der Stadt Colmar und der umliegenden Gegend, Colmar 1838 (Google Books).
- Der Vater der Armen. Erzählung für die Jugend. Leopold Grund, Wien 1840 (Google Books).
- Leben der heiligen Odilia, Stifterin des Klosters Hohenburg im Elsasse. Erzählung für die Jugend,  Leopold Grund, Wien 1840 (Google Books).
- Constantin-le-grand et son règne, 1842.
- Histoire de Ferdinand II, Empereur d’Autriche, Limoges 1843 (Google Books).
- Was hat die Menchheit der Religion Jesu zu verdanken?, Ph. Gack, Rottenburg a. N. 1844 (Google Books).
- Isidor, oder Treue und Liebe. Erzählung für die Jugend, Leopold Grund, Wien 1846 (Google Books).
- Die Ergebenheit im Unglücke. Erzählung für die Jugend, Leopold Grund. Wien 1850 (Google Books).
- Leo der Neunte und seine Zeit, Kirchheim und Schott, Mainz 1851 (Google Books).

## Ehrungen
- Ehrendomherr an der Metropolitankirche zu Paris[1]
- Ehren-Kanonikus des Bistums Straßburg